# Aebtissinwisch
Aebtissinwisch est une commune allemande de l'arrondissement de Steinburg, Land de Schleswig-Holstein.

## Géographie
Aebtissinwisch est séparé de l'arrondissement de Dithmarse par le canal de Kiel. La Wilsterau traverse la commune.
|          | Burg (Dithmarschen) |                        |
| Buchholz | Aebtissinwisch      | Neuendorf-Sachsenbande |
|          | Ecklak              |                        |

## Histoire
Aebtissinwisch est mentionné pour la première fois en 1541. Le nom de la commune signifie que le village se situe sur un pré (« Wisch ») de l'abbesse d'Itzehoe.

## Source, notes et références
- (de) Cet article est partiellement ou en totalité issu de l’article de Wikipédia en allemand intitulé « Aebtissinwisch » (voir la liste des auteurs).